# Großer Mann – was nun?
Großer Mann – was nun? ist eine Fernsehserie, die in den Jahren 1967 und 1968 von der ARD ausgestrahlt wurde.

## Handlung
Der Fabrikdirektor Heinrich König (Gustav Knuth) hat klein angefangen, ist nun aber ein wohlhabender erfolgreicher Geschäftsmann und Chef der Firma König-Delikatessen. Im Grunde seines Herzens ist er jedoch bodenständig geblieben. Er liebt die heimische Küche, vor allem den Bohneneintopf seiner Frau Marie. Zu seiner Familie gehören der Sohn Dieter, die Tochter Helga und der Adoptivsohn Jürgen. König muss im Laufe der acht Episoden Probleme in der Firma managen und so manchen Ärger verkraften. Auch in der Familie geht nicht alles glatt. Neben dem zum süßen Leben neigenden  Dieter sorgt vor allem Helga mit ihren Amouren für manche Aufregung.

## Ausland
Die Serie wurde 1969 auch in den Niederlanden auf NPO1 ausgestrahlt.

## Schauspieler und Rollen
Die folgende Tabelle zeigt die Schauspieler mit mehr als zwei Auftritten und ihre Rollen. Gastauftritte hatten so bekannte Künstler wie Liane Hielscher, die Ohnsorg-Stars Karl-Heinz Kreienbaum, Otto Lüthje und Ernst Grabbe oder auch der ehemalige Ufa-Star Willy Birgel.
| Schauspieler        | Rolle                       | Folgen |
| ------------------- | --------------------------- | ------ |
| Michael Agola       | Vincenzo Schiavetti         | 3      |
| Folker Bohnet       | Jürgen König                | 7      |
| Francesco Causarano | Ulisse Zucconi              | 3      |
| Ettore Cella        | Luigi Voiro                 | 3      |
| Gerda Gmelin        | Frau Stürzbecher            | 5      |
| Gardy Granass       | Charlotte Weber             | 8      |
| Walter Grüters      | Direktor Schneidemühl       | 4      |
| Joachim Hackethal   | Vorstandsmitglied Einhaus   | 5      |
| Karl Hellmer        | Walter Kallikeit            | 7      |
| Gustav Knuth        | Direktor Heinrich König     | 8      |
| Maja Kreienbaum     | Anita                       | 8      |
| Hermann Lenschau    | Vorstandsmitglied Bamberger | 5      |

| Schauspieler          | Rolle                   | Folgen |
| --------------------- | ----------------------- | ------ |
| Ralph Persson         | Dieter König            | 5      |
| Kurt Pratsch-Kaufmann | Vorstandsmitglied       | 4      |
| Dunja Rajter          | Dunja Radoja            | 3      |
| Günther Schramm       | Dr. Peter Rehbein       | 8      |
| Werner Schuhmacher    | Chauffeur Czarski       | 8      |
| Camilla Spira         | Marie König             | 8      |
| Barbara Stanek        | Helga König             | 8      |
| Edith Steinacher      | Ida Weiland             | 4      |
| Herbert Tiede         | Dr. Begerow             | 3      |
| Viktor Warsitz        | Direktor Robert Jacquet | 3      |
| Jean-Pierre Zola      | Arturo Pancaldi         | 3      |

## Episoden
| Folge | Titel             | Erstausstrahlung   |
| ----- | ----------------- | ------------------ |
| 1     | Der Zwischenfall  | 27. September 1967 |
| 2     | Das neue Haus     | 1. November 1967   |
| 3     | Der Schwiegersohn | 29. November 1967  |
| 4     | Der Scheck        | 27. Dezember 1967  |
| 5     | Der Ausflug       | 24. Januar 1968    |
| 6     | Die große Liebe   | 21. Februar 1968   |
| 7     | Heiße Tage        | 13. März 1968      |
| 8     | Die Krise         | 17. April 1968     |

## DVD-Veröffentlichung
Die Serie wurde am 8. Dezember 2017 in einer Komplettbox (3 DVDs) mit allen acht Folgen von Pidax veröffentlicht.